# 王選侍 (泰昌帝)
選侍王氏（せんじ おうし、? - 万暦43年6月7日（1615年7月2日））は、明の泰昌帝の皇太子時代の側室。

## 経歴
万暦年間、皇太子朱常洛（後の泰昌帝）の邸に入り、選侍（皇子の側室）となった。万暦37年（1609年）7月、皇太子の三男の朱由楫を産んだ。
万暦43年6月7日（1615年7月2日）、死去した。翠微山に葬られた。万暦44年12月20日（1617年）、実子の朱由楫も早世した。崇禎元年（1628年）、朱由楫が斉思王と追諡されたが、王選侍に追諡はなかった。

## 伝記資料
- 『明神宗実録』
- 『酌中志』